# 日本ネットワークイネイブラー
日本ネットワークイネイブラー株式会社(Japan Network Enabler Corporation)はかつて日本に存在した電気通信事業者（インターネットサービスプロバイダ (ISP)）である。2023年1月に日本ネットワークイネイブラー株式会社を存続会社として日本インターネットエクスチェンジ株式会社と合併し、商号を変更して株式会社JPIXとなった。

## 概要
NTT東日本とNTT西日本が提供する次世代ネットワークにおけるネイティブ方式によるIPv6インターネットのローミングサービスを提供することを目的として、KDDI、日本インターネットエクスチェンジ、BIGLOBE、ニフティ、朝日ネット、ヴェクタント（現アルテリア・ネットワークス）が設立した。

## 特徴
- 法人を対象にISP業務[7][8][9][10]を提供する。
- インターネットプロバイダ事業[11]、デスクトップ仮想化サービス[12]などを提供する。

## 会社沿革
- 2010年2月 - ブロードバンドアクセスチェンジ企画株式会社を設立する。
- 2010年8月 - 商号を変更して日本ネットワークイネイブラー株式会社が発足する。[13]
- 2010年8月 - 日本インターネットエクスチェンジ株式会社 (JPIX) からネイティブ接続事業を継承する。
- 2010年10月 - 電気通信事業者として届け出る。
- 2011年7月 - IPv6インターネット接続の提供を開始する。
- 2022年8月 - 日本インターネットエクスチェンジ株式会社との間で、2023年1月1日を効力発生日とする合併契約書を締結。[3]